# Эльфгар
Эльфгар (др.-англ. Ælfgar; умер в 1062) — англосаксонский аристократ, эрл Мерсии с 1057 года.

## Биография
Эльфгар был сыном Леофрика, эрла Мерсии. Род Леофрика был самым древним среди высшей аристократии Англии середины XI века и, обладая крупными земельными владениями в северо-западной части страны, мог конкурировать по влиянию и могуществу с домом Годвинов, под властью которых находилась почти половина англосаксонского королевства. Доминирование Годвина в государственной администрации Англии начала правления Эдуарда Исповедника не могло не вызывать недовольства других магнатов страны, прежде всего Леофрика и его сына. Когда в 1051 году король изгнал Годвина, Эльфгар получил владения Гарольда Годвинсона и титул эрла Восточной Англии. Однако спустя год Годвин и его семья вернулись в Англию и восстановили своё влияние. Восточная Англия была возвращена Гарольду. После смерти Годвина в 1053 году Гарольд унаследовал Уэссекс, а Восточная Англия, вместе с Эссексом, Гертфордширом, Миддлсексом и Бакингемширом, была передана Эльфгару.
Правление Эльфгара в Восточной Англии продолжалось недолго: в 1055 году он был обвинён в государственной измене и изгнан из страны. Обстоятельства этого дела не сохранились в источниках, поэтому не известно, действительно ли измена имела место, или это его изгнание было спровоцировано домом Годвина. Очевидно, что Эльфгар не считал себя виновным, поскольку он немедленно направился в Ирландию, где набрал норвежско-кельтских наёмников и с восемнадцатью кораблями отплыл в Уэльс. Там он заручился поддержкой короля Гвинеда и Повиса Грифида ап Лливелина, объединившего под своей властью все валлийские королевства. Объединённая армия Эльфгара и Грифида перешла английскую границу и 24 октября разбила войска эрла Ральфа. Вскоре союзники захватили и сожгли Герефорд. Для организации отпора англичанами была сформирована крупная армия, во главе которой встал Гарольд Годвинсон. Эльфгар отступил в Южный Уэльс. Силы обеих сторон были примерно равны, поэтому конфликт был разрешён мирным путём: Эльфгар получил обратно свои владения и титул эрла, а Грифид приобрёл небольшую приграничную территорию.
В 1057 году, после смерти своего отца, Эльфгар стал эрлом Мерсии. Все остальные провинции англосаксонского королевства в это время попали под власть дома Годвина. Несмотря на свои обширные владения в северо-западной Англии, Эльфгару угрожала полная изоляция. Это способствовало укреплению его союза с Уэльсом. Мерсийско-валлийское сближение в 1058 году привело к мятежу против центральной власти, когда Эльфгар вновь был смещён королём Эдуардом. По приглашению Эльфгара норвежский флот атаковал английские берега. Силовое давление помогло Эльфгару восстановить свою власть в Мерсии, однако от участия в общегосударственной политике он был отстранён. Управление англосаксонским королевством целиком сконцентрировалось в руках дома Годвина.
Эльфгар скончался в 1062 году. Его смерть открыла перед Гарольдом Годвинсоном путь к престолу Англии, поскольку в стране не осталось силы, способной оспорить право Гарольда на престол.
Эльфгар был женат по крайней мере два раза. О первой его жене ничего не известно, а вторая, с которой Эльфгар сочетался браком в 1058 году, была дочерью Грифида ап Лливелина, короля Уэльса. В качестве эрла Мерсии Эльфгару наследовал его старший сын Эдвин. Второй сын Моркар в 1065 году стал эрлом Нортумбрии после изгнания оттуда Тостига Годвинсона. Дочь Эльфгара Эдита в 1066 году вышла замуж за Гарольда Годвинсона, короля Англии.
| Предшественник Леофрик | эрл Мерсии 1057 — 1062           | Преемник Эдвин   |
| Предшественник Гарольд | эрл Восточной Англии 1051 — 1052 | Преемник Гарольд |
| Предшественник Гарольд | эрл Восточной Англии 1053 — 1057 | Преемник Гирт    |